# فهرست ترانه‌های تیم ملی فوتبال ایران

یازده ستاره، ترانه رسمی تیم ملی فوتبال ایران برای جام جهانی ۲۰۱۸

فهرست ترانه‌های تیم ملی فوتبال ایران ترانه‌های را در برمی‌گیرد که با تأیید فدراسیون فوتبال ایران برای تیم ملی فوتبال ایران خوانده شده‌اند.

## پیشینه
فدراسیون بین‌المللی فوتبال از جام جهانی ۱۹۶۲ ترانه‌ای رسمی برای هر جام جهانی تهیه کرد که تا به حال خوانندگانی همچون ریکی مارتین، شکیرا و جنیفر لوپز این ترانه‌ها را اجرا کرده‌اند. از جام جهانی ۱۹۹۸ هم هر کشور شرکت‌کننده ترانه مخصوص به خود را ساخت. ایران که در جام‌های جهانی ۱۹۷۸، ۱۹۹۸، ۲۰۰۶، ۲۰۱۴ و ۲۰۱۸ حاضر بوده برای سه دوره آخر این جام‌ها ترانه‌هایی تولید کرده‌است. تولید این ترانه‌ها گاه با حواشی بسیاری همراه بوده.

## ترانه‌ها

### جام جهانی ۱۹۹۸
ایران که بعد از بیست سال به جام جهانی صعود کرده بود برای این دوره ترانه‌ای را تولید نکرد. اما خوانندگان ایرانی شخصاً و مستقل از فدراسیون فوتبال ترانه‌هایی را ضبط کردند که از میان آن‌ها می‌توان به ترانه سواران دشت با صدای شهرام ناظری و قهرمانان وطن با اجرای مشترک داریوش اقبالی، اندی مددیان و لیلا فروهر اشاره کرد.

### جام جهانی ۲۰۰۶
ایران پس از یک دوره غیبت مجدداً به جام جهانی صعود کرد. تهیه و تولید ترانه تیم ملی که برای اولین بار اتفاق می‌افتاد با حواشی بسیاری همراه بود و نام‌های فراوانی برای خواندن ترانه تیم ملی مطرح شدند. حتی خود فدراسیون فوتبال نیز دو نام متفاوت، علیرضا عصار و امیر تاجیک، را به عنوان خوانندگان ترانه تیم ملی معرفی می‌کرد. در نهایت پس از کش و قوس‌های فراوان با تأیید محمد دادکان رئیس وقت فدراسیون فوتبال، ترانه علیرضا عصار با نام ای ایران به عنوان ترانه رسمی تیم ملی در جام جهانی برگزیده شد.
در آن دوره ترانه‌های بسیاری برای تیم ملی خوانده شد و حتی گروهی سه نفره متشکل از سه ملی‌پوش سابق، مهرداد میناوند، نیما نکیسا و پژمان جمشیدی نیز ترانه‌ای برای تیم ملی خواندند. در میان این ترانه‌ها، ترانه ایران ایران با خوانندگی آرش لباف در میان فوتبال دوستان و مردم ایران بسیار محبوب شد و حتی شایع شده بود که این ترانه از سوی فیفا به عنوان ترانه کشور ایران در سی‌دی ترانه‌های جام جهانی گنجانده شده، اتفاقی که در نهایت نیفتاد و تهیه آن سی‌دی از سوی فیفا لغو شد.

### جام جهانی ۲۰۱۴
ایران باز هم بعد از یک دوره غیبت در جام جهانی شرکت کرد. این بار نیز نام‌های فراوانی مطرح شدند اما در نهایت ترانه دروازه‌های دنیا با آهنگسازی و خوانندگی احسان خواجه‌امیری به عنوان ترانه رسمی ایران در جام جهانی برگزیده شد. از حاشیه‌های این ترانه می‌توان به عدم پخش آن از صدا و سیما نام برد. در این دوره نیز ترانه‌های مستقلی از سوی خوانندگانی همچون زانیار خسروی، فرزاد فرزین و محمد بحرانی تولید و پخش شدند.

### جام جهانی ۲۰۱۸
این بار ایران بدون غیبت برای دومین دوره متوالی به جام جهانی صعود کرد تا تنش کمتری برای تهیه ترانه تیم ملی پیش آید. بنیاد فرهنگی هنری رودکی با قراردادی که با فدراسیون فوتبال بست به عنوان مسئول تهیه و تولید ترانه ایران در جام جهانی انتخاب شد. این بنیاد با انتخابی غیر منتظره سالار عقیلی را به عنوان خواننده سومین ترانه ایران در جام جهانی برگزید.

## فهرست ترانه‌ها
| دوره | نام ترانه                | دست‌اندرکاران             | دست‌اندرکاران             | دست‌اندرکاران             |
| دوره | نام ترانه                | خواننده                  | آهنگساز                  | ترانه‌سرا                 |
| ---- | ------------------------ | ------------------------ | ------------------------ | ------------------------ |
| ۱۹۷۸ | ترانه‌ای اجرا نشد         | ترانه‌ای اجرا نشد         | ترانه‌ای اجرا نشد         | ترانه‌ای اجرا نشد         |
| ۱۹۹۸ | ایران ترانه‌ای تولید نکرد | ایران ترانه‌ای تولید نکرد | ایران ترانه‌ای تولید نکرد | ایران ترانه‌ای تولید نکرد |
| ۲۰۰۶ | ای ایران                 | علیرضا عصار              |                          |                          |
| ۲۰۱۴ | دروازه‌های دنیا           | احسان‌خواجه‌امیری          | احسان‌خواجه‌امیری          | روزبه بمانی              |
| ۲۰۱۸ | یازده ستاره              | سالار عقیلی              | بابک برزین               | احسان افشاری             |